# Saint John (Nova Brunswick)
Saint John és la ciutat més gran de la província canadenca de Nova Brunswick i el municipi més antic del Canadà. La ciutat és el centre industrial de la província de Nova Brunswick. És al llarg de la costa nord de la badia de Fundy, just a la desembocadura del riu Saint John.

## Fills il·lustres
- Frances James, (1903-1988)va ser una soprano.

## Demografia
- Població (any 2006): 68043.
- Àrea metropolitana: 122389.